# Vlag van Bernheze

vlag van de gemeente Bernheze

De vlag van Bernheze is op 22 december 1994 vastgesteld als de gemeentelijke vlag van de Noord-Brabantse gemeente Bernheze, die op dat moment nog de naam Heesch droeg. De vlag kan als volgt worden beschreven:
De broeking rood en wit, de vlucht wit en rood, met op de scheding van broeking en vlucht over het geheel de bloem van een lisdodde, van het een in het ander en met een hoogte van 4/5 van de vlaghoogte.
De kleuren van de vlag en de lisdodde zijn afkomstig van het gemeentewapen. Het wapen geeft de gehele plant weer, de vlag toont de bloem. Beide tonen een spiegelbeeld in omgekeerde kleuren, het wapen over de horizontale as van de afbeelding, de vlag over de verticale as. Het ontwerp is van Jan Melssen.

## Verwante afbeeldingen

Wapen van Bernheze

Alphen-Chaam · Altena · Asten · Baarle-Nassau · Bergeijk · Bergen op Zoom · Bernheze · Best · Bladel · Boekel · Boxtel · Breda · Cranendonck · Deurne · Dongen · Drimmelen · Eersel · Eindhoven · Etten-Leur · Geertruidenberg · Geldrop-Mierlo · Gemert-Bakel · Gilze en Rijen · Goirle · Halderberge · Heeze-Leende · Helmond · 's-Hertogenbosch · Heusden · Hilvarenbeek · Laarbeek · Land van Cuijk · Loon op Zand · Maashorst · Meierijstad · Moerdijk · Nuenen, Gerwen en Nederwetten · Oirschot · Oisterwijk · Oosterhout · Oss · Reusel-De Mierden · Roosendaal · Rucphen · Sint-Michielsgestel · Someren · Son en Breugel · Steenbergen · Tilburg · Valkenswaard · Veldhoven · Vught · Waalre · Waalwijk · Woensdrecht · Zundert